# Alton (Illinois)
Alton város az USA Illinois államában, Madison megyében. Lakosainak száma 25 676 fő (2020. április 1.).

## Népesség
A település népességének változása:

| 2010 | 27 865 |
| 2020 | 25 676 |